# International Dyslexia Association
The International Dyslexia Association (IDA) är en icke vinstinriktad organisation som hjälper dyslektiker och deras familjer. Organisationen hette tidigare the Orton Dyslexia Association efter grundaren Dr. Samuel T. Orton. 